# ホウヨウボーイ
ホウヨウボーイ（欧字名:Hoyo Boy、1975年4月15日 - 1982年5月30日）は、日本の競走馬、種牡馬。
1980年から1981年にかけて、シンザン以来2頭目となる2年連続年度代表馬（優駿賞年度代表馬）を受賞。同様に2年連続で優駿賞最優秀5歳以上牡馬を受賞した。
当時の日本競馬において晩成型ながら古馬としての地位を確立した存在である。1981年の第84回天皇賞（秋）ではモンテプリンスとのハナ差の名勝負を制し、勝ち時計3分18秒9のレコードを記録した。
主な勝ち鞍は、1980年の有馬記念、1981年の天皇賞（秋）。

## 生涯

### デビューまで
母のホウヨウクインは、北海道新冠町の豊洋牧場で生まれた牝馬である。父のレアリーリーガルは、1965年に牧場長の古川博が輸入した種牡馬であった。競走馬として7戦2勝の成績を残して繁殖牝馬となり、初年度の1974年は父アバーナントニセイの牡馬（後のホウヨウブラザー）を出産した。
続く2年目は、日本供用初年度であるファーストファミリーを配合した。ファーストファミリーは、アメリカの競走馬としてガルフストリームパークハンデキャップなど7勝を挙げた。セクレタリアトの半弟であり高値であったが、1973年に古川が1億4000万円で購入し、日本に輸入された。
1975年4月15日、豊洋牧場にて栗毛の牡馬（後のホウヨウボーイ）が誕生。産まれた仔は歩様に関する評価が高く、さらに馬追い運動では常に他の馬を率いるほどであり、他に迷惑をかけないように放牧の際には独りにさせられた。古川博の父で先代にあたる古川嘉平は、仔を「これはよく出来た。うちの一番馬だ。」と話し、記念に赤飯を炊いていた。
仔は将来性があり、ある馬主に1000万円での購入の約束を取り付けた。しかし、その馬主は日本供用初年度で走るかどうか不明であったファーストファミリー産駒を嫌い、半額の値切りを要求したが、牧場はそれを呑まずに約束は破談となった。売れ残ったホウヨウボーイは古川嘉平の名義で3歳秋に二本柳俊夫厩舎に入厩した。

### 競走馬時代

#### 3-6歳（1977-80年）
1977年12月4日、中山競馬場の新馬戦（芝1200メートル）に加藤和宏が騎乗して1番人気でデビュー、後方に6馬身差をつけて初勝利を挙げた。レース後に、右前脚管骨を骨折して長期離脱となった。半年の休養を経て1978年夏に調教を再開したが、患部の反対側である左前脚管骨を骨折。2度の骨折に古川博は、引退して乗馬に転用することを二本柳に提案した。しかし、二本柳はホウヨウボーイに高い素質があることと、骨折後に天皇賞（秋）と有馬記念を制したタニノチカラを例に出して提案を取り下げさせ、現役を続行することとなった。5歳となった1979年8月24日、函館競馬場の条件戦で1年9か月ぶりに復帰。後方に3馬身差をつけて連勝とし、それから6戦4勝2着2回の成績で条件戦を突破した。
オープン昇格後、6歳となった1980年3月30日の日経賞で重賞初出走となり、中山の重賞3連勝中のヨシノスキーや有馬記念優勝馬のカネミノブらを下して重賞初優勝となった。それから天皇賞（秋）を目標に据えて、笹針治療を施し休養。夏を函館競馬場で過ごし、大沼ステークス勝利、東京競馬場のオープン競走で2着。11月23日、目標の天皇賞（秋）ではカツラノハイセイコに次ぐ2番人気に推されたが、初めて掲示板を外す7着に敗れた。左回りの実績がないことや3200mが初めてであること、また、参戦10日ほど前に後ろ脚にクモズレ（擦過傷）を起こし、万全な状態ではなかったことが敗因として考えられた。
有馬記念のファン投票5位に推されて、12月21日の有馬記念に参戦、クモズレが癒えた状態で4番人気となった。最終コーナーにて逃げたサクラシンゲキをカツラノハイセイコが外から捕えて先頭となり、ホウヨウボーイは残り200メートル地点で内からカツラノハイセイコに迫った。お互いに一歩も譲らなかったが、ハナ差30cmだけホウヨウボーイが抜け出して優勝。騎乗した加藤は「これで先生（二本柳師）にやっと一つだけ恩返しができました。それにホウヨウボーイの強さを証明できたことが何よりもうれしいですね」と話している。1980年の八大競走は、優勝馬がすべて異なっており、ホウヨウボーイは有馬記念を制したことで優駿賞年度代表馬、優駿賞最優秀5歳以上牡馬を受賞した。

#### 7-8歳（1981-82年）
1981年は、天皇賞（春）を目標に、1月のアメリカジョッキークラブカップから始動し、逃げ切り勝利。続く中山記念で2着になった10日後に両前脚に骨膜炎を発症したため、天皇賞（春）を回避した。9月のオールカマーで半年ぶりに復帰したが、馬っ気を出し、汗を多量にかくなどの状態で出走、直線で伸びることなく5着に敗れた。
10月25日、目標の天皇賞（秋）に出走。1番人気こそ宝塚記念優勝馬のカツアールに譲ったが2番人気に推される。スタートからモンテプリンスがハナを奪い、ホウヨウボーイは2番手に位置、やがて先頭をハセシノブに譲り、それぞれ2、3番手で進んだ。直線でモンテプリンスがハセシノブをかわして先頭に立つのを待って内からホウヨウボーイが迫る。3番手以下を大きく引き離したマッチレースはゴールまで続いた。写真判定の結果、ホウヨウボーイがハナ差先着し優勝。走破タイムの3分18秒9は、1968年優勝のニットエイトが13年間保持したレコードタイムを更新、また7歳馬の天皇賞（秋）優勝は初めてであった。加藤は「勝っているとは思わなかった。ゴールしたとき負けたとも思わなかった」と述べた。また、「直線で菅原さんのソレ、ソレという応援が聞こえた」とレース2週間前に脳卒中で倒れ2日前に亡くなった担当厩務員の菅原重次郎への弔いの言葉を述べた。（レースに関する詳細は第84回天皇賞を参照。）
その後は、ジャパンカップに3番人気で出走するも、タクラマカンが発走直前にゲートを突き破った際に、その音でホウヨウボーイはゲートが開いたと思い突進。ゲートは閉まったままで顔面をゲートの鉄パイプ部分にぶつけ、歯を3本折る大怪我を負ってしまい、流血しながら走り6着敗退。（レースに関する詳細は、第1回ジャパンカップを参照。）続いてファン投票1位かつ1番人気に推されて、有馬記念に出走。好位につけて直線で抜け出したが、同じ二本柳厩舎の後輩であるアンバーシャダイにかわされ、2馬身半遅れて2着に敗れた。
年末表彰では、2年連続で優駿賞年度代表馬および優駿賞最優秀4歳以上牡馬を受賞。8歳となった1982年1月10日、中山競馬場にて引退式が挙行された。

### 種牡馬時代
アメリカから2億円、日本中央競馬会から1億5000万円の種牡馬としてのオファーがあったが、日高地方で繋養するためにそれらを断った。日高軽種馬農協門別種馬場にて種牡馬となり、古川博を理事にシンジケートが結成。一口254万円、総勢55口は、2時間かからず満口となった。
種牡馬1年目の1982年、48頭目のアサヒバージに種付けを行った直後の5月30日午前中に横たわってしまい、鼻から血と胃の内容物を噴き出した。対処方法は鎮静剤のみで手の施しようがなく、その日の午後9時半過ぎに死亡した。同時に父ファーストファミリーが疝痛に襲われていたが、救命に成功している。ホウヨウボーイは翌日に解剖され、胃破裂と診断された。破裂を誘発する症状がどこにも見られなかったため原因は不明とされているが、古川博は「現役時代からよく腹痛を起こす繊細な神経を持った馬でした。人間でいえばストレスみたいなもので胃の壁が傷んでいたのでしょう。引き金は種付けだったんでしょうか。今思えば死ぬ20日ぐらい前から付けた馬に不受胎馬が多く、そこに死の伏線があったんですかね。（後略）」と語っている。

## 競走成績
以下の内容は、netkeiba.comおよびJBISサーチの情報に基づく。
| 競走日     | 競馬場 | 競走名            | 距離（馬場）  | 頭 数 | 枠 番 | 馬 番 | オッズ（人気） | 着順 | タイム  | 0騎手     | 斤量 [kg] | 1着馬（2着馬）         |
| ---------- | ------ | ----------------- | ------------- | ----- | ----- | ----- | -------------- | ---- | ------- | --------- | --------- | ---------------------- |
| 1977.12.04 | 中山   | 3歳新馬           | 芝1200m（良） | 18    | 6     | 11    | 03.2（1人）    | 01着 | 01:12.3 | 0加藤和宏 | 52        | （ロイヤルマウンテン） |
| 1979.08.24 | 函館   | 4歳上400万下      | 芝1700m（良） | 10    | 5     | 5     | 03.2（1人）    | 01着 | 01:43.8 | 0加藤和宏 | 56        | （ハジメクール）       |
| 0000.10.06 | 中山   | 美駒特別          | 芝1600m（重） | 13    | 4     | 5     | 02.0（1人）    | 02着 | 01:36.9 | 0加藤和宏 | 56        | シンセイギク           |
| 0000.10.20 | 中山   | 富里特別          | 芝1600m（重） | 11    | 2     | 2     | 01.7（1人）    | 01着 | 01:37.1 | 0加藤和宏 | 56        | （コクサイスマイル）   |
| 0000.11.18 | 東京   | 奥多摩特別        | 芝2000m（不） | 9     | 3     | 3     | 02.7（1人）    | 01着 | 02:06.1 | 0加藤和宏 | 56        | （ヤシャオー）         |
| 0000.12.09 | 中山   | 清澄特別          | 芝2000m（良） | 15    | 7     | 13    | 02.3（1人）    | 01着 | 02:04.1 | 0加藤和宏 | 56        | （マークリフブキ）     |
| 1980.02.23 | 中山   | 香取特別          | 芝2200m（良） | 14    | 1     | 1     | 03.9（1人）    | 02着 | 02:15.9 | 0加藤和宏 | 57        | ボストンメリー         |
| 0000.03.15 | 中山   | ブラッドストーンS | 芝2000m（稍） | 15    | 8     | 15    | 01.9（1人）    | 01着 | 02:05.1 | 0加藤和宏 | 56        | （イシノタイカン）     |
| 0000.03.30 | 中山   | 日経賞            | 芝2500m（不） | 10    | 7     | 8     | 04.3（2人）    | 01着 | 02:41.9 | 0加藤和宏 | 54        | （ヨシノスキー）       |
| 0000.08.24 | 函館   | 大沼S             | 芝2000m（不） | 14    | 4     | 6     | 01.9（1人）    | 01着 | 02:04.7 | 0加藤和宏 | 55        | （モンテリボー）       |
| 0000.10.25 | 東京   | 4歳上オープン     | 芝1800m（不） | 5     | 3     | 3     | 02.7（1人）    | 02着 | 01:53.9 | 0加藤和宏 | 56        | スイートネイティブ     |
| 0000.11.23 | 東京   | 天皇賞（秋）      | 芝3200m（重） | 11    | 7     | 8     | 06.1（2人）    | 07着 | 03:30.4 | 0加藤和宏 | 58        | プリテイキャスト       |
| 0000.12.21 | 中山   | 有馬記念          | 芝2500m（良） | 12    | 3     | 3     | 10.2（4人）    | 01着 | 02:33.7 | 0加藤和宏 | 56        | （カツラノハイセイコ） |
| 1981.01.18 | 中山   | アメリカJCC       | 芝2500m（良） | 10    | 7     | 7     | 02.8（1人）    | 01着 | 02:37.5 | 0加藤和宏 | 57        | （サーペンプリンス）   |
| 0000.03.08 | 中山   | 中山記念          | 芝1800m（良） | 10    | 5     | 5     | 02.1（1人）    | 02着 | 01:50.8 | 0加藤和宏 | 58        | キタノリキオー         |
| 0000.09.20 | 中山   | オールカマー      | 芝2000m（重） | 9     | 7     | 7     | 02.0（1人）    | 05着 | 02:04.8 | 0加藤和宏 | 59        | ハセシノブ             |
| 0000.10.25 | 東京   | 天皇賞（秋）      | 芝3200m（良） | 16    | 1     | 2     | 10.3（2人）    | 01着 | 03:18.9 | 0加藤和宏 | 58        | （モンテプリンス）     |
| 0000.11.22 | 東京   | ジャパンカップ    | 芝2400m（良） | 15    | 2     | 2     | 07.1（3人）    | 06着 | 02:26.1 | 0加藤和宏 | 57        | メアジードーツ         |
| 0000.12.20 | 中山   | 有馬記念          | 芝2500m（良） | 16    | 7     | 13    | 03.8（1人）    | 02着 | 02:35.9 | 0加藤和宏 | 56        | アンバーシャダイ       |

- 表中の太字強調は、八大競走およびジャパンカップである。

## 主な産駒
- ベストボーイ（道営記念）[24]
- ドントップ（ゴールドジュニア、東海ダービー3着など）[25]
- ヘイアンユウボーイ（中央競馬3勝）[26]

## エピソード

### "ターフのフェミニスト"
引退後に、日本中央競馬会がホウヨウボーイのニックネームを公募し「ターフのフェミニスト」が当選した。これは、現役のホウヨウボーイが牝馬に弱いとされていたことに由来する。敗れた8戦中6戦は牝馬（シンセイギク、ボストンメリー、スイートネイティブ、プリテイキャスト、ハセシノブ、メアジードーツ）であった。

## 評価
- 「あなたが選ぶ永遠のアイドルホース200選」- 5位（1982年7月、日本中央競馬会主催、ファン投票[19]）

## 血統表
| ホウヨウボーイの血統                            | ホウヨウボーイの血統                             | ホウヨウボーイの血統                    | （血統表の出典）                        | （血統表の出典） |
| 父系                                            | ロイヤルチャージャー系                           | ロイヤルチャージャー系                  | ロイヤルチャージャー系                  | [ § 2 ]          |
| 父 *ファーストファミリー First Family 1962 栗毛 | 父の父First Landing 1956 鹿毛                    | Turn-to                                 | Royal Charger                           | Royal Charger    |
| 父 *ファーストファミリー First Family 1962 栗毛 | 父の父First Landing 1956 鹿毛                    | Turn-to                                 | Source Sucree                           |                  |
| 父 *ファーストファミリー First Family 1962 栗毛 | 父の父First Landing 1956 鹿毛                    | Hildene                                 | Bubbling Over                           | Bubbling Over    |
| 父 *ファーストファミリー First Family 1962 栗毛 | 父の父First Landing 1956 鹿毛                    | Hildene                                 | Fancy Racket                            |                  |
| 父 *ファーストファミリー First Family 1962 栗毛 | 父の母Somethingroyal 1952 鹿毛                   | Princequillo                            | Prince Rose                             | Prince Rose      |
| 父 *ファーストファミリー First Family 1962 栗毛 | 父の母Somethingroyal 1952 鹿毛                   | Princequillo                            | Cosquilla                               |                  |
| 父 *ファーストファミリー First Family 1962 栗毛 | 父の母Somethingroyal 1952 鹿毛                   | Imperatrice                             | Caruso                                  | Caruso           |
| 父 *ファーストファミリー First Family 1962 栗毛 | 父の母Somethingroyal 1952 鹿毛                   | Imperatrice                             | Cinquepace                              |                  |
| 母 ホウヨウクイン 1969 鹿毛                     | 母の父*レアリーリーガル Really Regal 1962 栃栗毛 | Royal Charger                           | Nearco                                  | Nearco           |
| 母 ホウヨウクイン 1969 鹿毛                     | 母の父*レアリーリーガル Really Regal 1962 栃栗毛 | Royal Charger                           | Sun Princess                            |                  |
| 母 ホウヨウクイン 1969 鹿毛                     | 母の父*レアリーリーガル Really Regal 1962 栃栗毛 | Fresh Air                               | Fair Trial                              | Fair Trial       |
| 母 ホウヨウクイン 1969 鹿毛                     | 母の父*レアリーリーガル Really Regal 1962 栃栗毛 | Fresh Air                               | Refreshed                               |                  |
| 母 ホウヨウクイン 1969 鹿毛                     | 母の母豊隼 1962 芦毛                             | *フェリオール Ferriol                   | Fastnet                                 | Fastnet          |
| 母 ホウヨウクイン 1969 鹿毛                     | 母の母豊隼 1962 芦毛                             | *フェリオール Ferriol                   | Aisse                                   |                  |
| 母 ホウヨウクイン 1969 鹿毛                     | 母の母豊隼 1962 芦毛                             | ダツシングラス                          | ダツシング                              | ダツシング       |
| 母 ホウヨウクイン 1969 鹿毛                     | 母の母豊隼 1962 芦毛                             | ダツシングラス                          | 第弐フラツシングラス                    |                  |
| 母系(F-No.)                                     | フラストレート系(FN:1-b)                         | フラストレート系(FN:1-b)                | フラストレート系(FN:1-b)                | [ § 3 ]          |
| 5代内の近親交配                                 | Royal Charger 4×3、Pharos 5･5（母系内）          | Royal Charger 4×3、Pharos 5･5（母系内） | Royal Charger 4×3、Pharos 5･5（母系内） | [ § 4 ]          |
| 出典                                            | 1. 2. 3. 4.                                      | 1. 2. 3. 4.                             | 1. 2. 3. 4.                             | 1. 2. 3. 4.      |

- 半妹ミヤマビューティーの曾孫にナランフレグ（2022年高松宮記念）